# Keen de Hamar

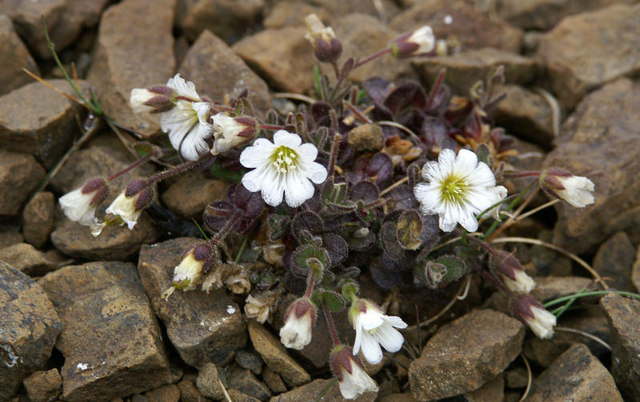
Cerastium nigrescens en flor

Keen de Hamar es una reserva natural en Unst, en las Shetland, Escocia. La reserva está dirigida por  Scottish Natural Heritage, está interesado principalmente en la botánica, por ejemplo en la población de Cerastium nigrescens, una planta endémica de Unst.